# Gizałki
Gizałki è un comune rurale polacco del distretto di Pleszew, nel voivodato della Grande Polonia.
Ricopre una superficie di 108,56 km² e nel 2004 contava 4 631 abitanti.